# Călătoriile lui Gulliver
Călătoriile lui Gulliver engleză Gulliver's Travels este un roman în patru părți, capodoperă a scriitorului anglo-irlandez Jonathan Swift, scris sub pseudonimul de Dr. Lemuel Gulliver, în care fantezia autorului se împletește cu o aspră satiră socială. Editorul cărții a publicat prima ediție în 1726 cu numeroase modificări aduse textului original, temându-se că anumiți cititori ar fi fost ofensați de unele pasaje ale povestirii. O versiune integrală apare în anul 1735. Opera este pe nedrept considerată de unii, chiar și în zilele noastre, drept "literatură pentru copii", în realitate este vorba de una din cele mai semnificative creații ale literaturii engleze din perioada de început a iluminismului european.

## Descrierea operei
În "Călătoriile lui Gulliver" (roman început în anul 1721 și terminat în 1726), cu titlul complet "Călătorii în mai multe țări îndepărtate ale lumii" ("Travels into Several Remote Nations of the World") sunt descrise aventurile naivului Dr. Lemuel Gulliver (în engleză: gullible = credul), medic și căpitan de corabie, scrise la persoana întâi, în diverse țări imaginare.

### Partea I - Călătorie în Lilliput (A Voyage to Lilliput)

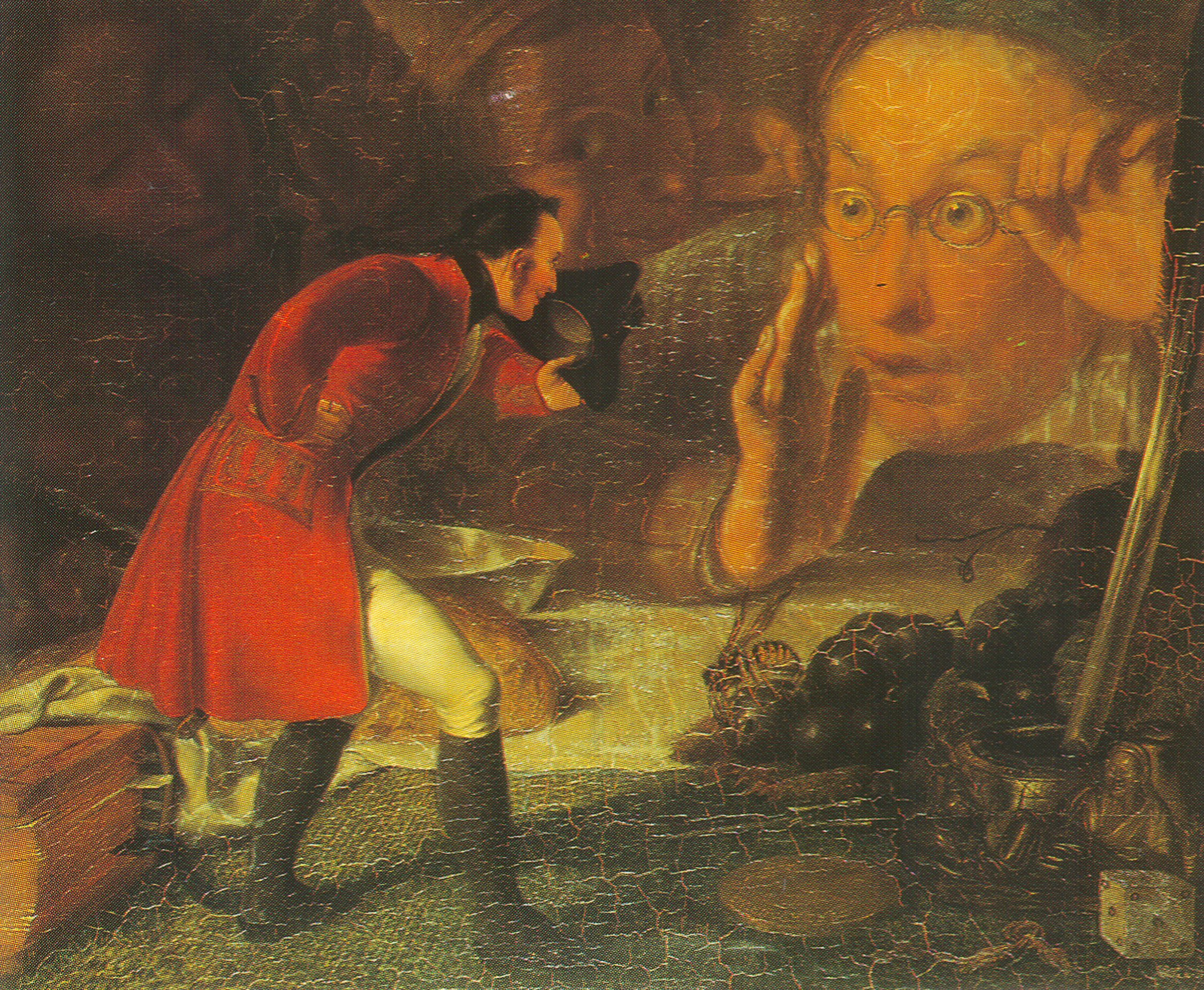
Ilustrație de Richard Redgrave la "Călătoriile lui Guliver"

Cartea se deschide cu un scurt preambul, în care Gulliver se prezintă, cum era obiceiul în scrierile epocii, și face o expunere a vieții sale și ale călătoriilor făcute până atunci. În prima călătorie, Gulliver este aruncat de valuri în stare de inconștiență, ca singur supraviețuitor al unui naufragiu, pe țărmul unei insule. Când își revine, constată că este prizonier al unei rase de oameni înalți de cca. 15 cm, locuitori ai unor insule vecine Lilliput și Blefuscu (alegorie la Anglia și Franța), divizați până la lupte fratricide din cauza unei îndelungate controverse de nerezolvat asupra modului cel mai nimerit de a sparge ouăle: să se înceapă de la partea mai largă sau de la cea mai ascuțită (aluzie la disputele religioase dintre anglicani și catolici).
După ce-și exprimă intențiile pașnice și jură credință împăratului liliputanilor, Gulliver este primit la Curte (descrisă după modelul celei a regelui George I al Angliei) și are ocazia să observe obiceiurile și moravurile locale. Dacă la început eroului i se par toate neobișnuite, cititorul constată foarte curând că Lilliput este de fapt o Anglie în miniatură, iar rânduielile liliputane sunt cele engleze, prezentate însă până la limita extremă a absurdității. Autorul ridiculizează rivalitatea dintre purtătorii de pantofi cu "tocuri înalte" și cei cu "tocuri joase" (aluzie la partidele Whig și Tory), intrigile de la curte, corupția și capriciile împăratului, mai înalt doar cu o unghie decât supușii săi, care își spune cu mândrie "stăpânul universului", al cărui cap atinge cerul. Deși îi ajută pe liliputani să-i învingă pe locuitorii din Blefuscu, blocându-le flota în port cu o singură mână, Gulliver nu este de acord ca poporul vecin să fie adus în stare de sclavie. După o serie de peripeții, găsirea unei șalupe de dimensiuni normale îi dă posibilitatea să se întoarcă acasă.

### Partea II - Călătorie în Brobdingnag (A Voyage to Brobdingnag)

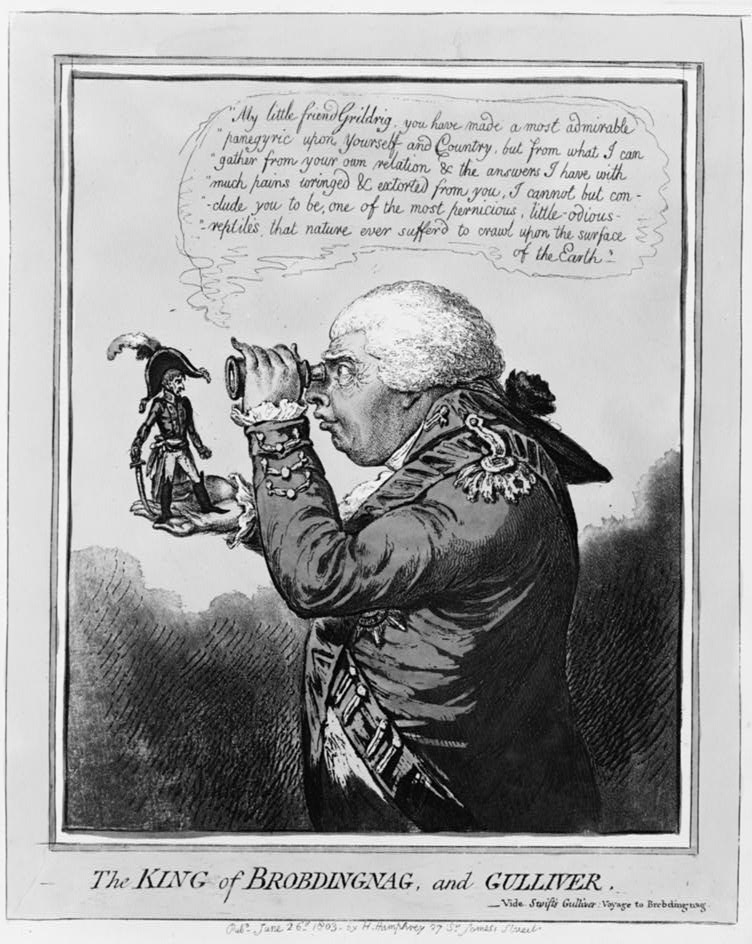
Gulliver și regele din Brobdingnag

În țara uriașilor din Brobdingnag, Gulliver face cunoștință cu un alt mod de viață. Locuitorii nu numai că sunt mai mari de statură (cca. 22 m) decât liliputanii, dar îi întrec pe aceștia și prin puterea rațiunii. Monarhia de aici este o formă de guvernământ ideală, luminată. Regele acestei țări este înțelept și drept. Legile asigură libertatea și bunăstarea cetățenilor. Pe rege îl indignează la culme ideea de a introduce în țară praful de pușcă, puștile și tunurile. Descrierea războaielor din Europa îl îngrozește pe bunul rege din Brobdingnag.
În timpul unei călătorii pe mare, barca lui Gulliver este luată în ghiare de un vultur gigant și apoi abandonată, fiind salvat de o corabie în trecere, și astfel se întoarce pentru a doua oară în Anglia.

### Partea III - Călătorie în Laputa... (A Voyage to Laputa, Balnibarbi, Glubdubdribb, Luggnagg and Japu)
Locuitorii din Laputa - aroganți și închipuiți savanți - nu trăiesc pe pământ, ci deasupra lui, pe o insulă zburătoare. Alegoria este transparentă: autorul descrie știința ruptă de realitate. "Învățații" din academia Lagado se ocupă cu fel de fel de lucruri inutile și absurde: un proiect privitor la extragerea razelor de soare din castraveți, o metodă de construire a caselor începând cu acoperișul și terminând cu temelia etc.

### Partea IV - Călătorie în țara cailor (A Voyage to the Horse Land)
În această ultimă călătorie, Gulliver ajunge pe o insulă ai cărei locuitori se împart în două categorii: o parte a populației este alcătuită din houyhnhnms, cai înzestrați cu rațiune și având capacitatea vorbirii, cealaltă parte din ființe yahuni, asemenea oamenilor, însă primitivi și brutali, care - spre surprinderea cailor - mai au și defectul de a merge pe două gambe. Yahunii sunt lacomi, răutăcioși, invidioși, dominați de cele mai josnice instincte de acaparare, se ceartă și se bat între ei pentru a strânge cât mai multe pietre strălucitore inutile, socotite prețioase. Caii, virtuoși și înțelepți, trăiesc într-o comună patriarhală. Legile lor nescrise se bazează pe recunoașterea drepturilor egale pentru toți, ei nu pot înțelege ce este minciuna. Swift se pomenește în fața unei contradicții de nerezolvat. Sistemul patriarhal ar fi ideal, dar în el oamenii au devenit yahuni. De aici decurge pesimismul lui Swift, întunecata lui mizantropie.
Extrem de semnificativ este finalul cărții. Gulliver se întoarce în Anglia, dar nimeni nu-i crede povestirile sale, îi fac proces pentru a-l declara nebun iresponsabil. Este salvat de un miel adus din Lilliput, care modifică decizia judecătorilor.